# Фузелла, Гаэтано
Гаэтано Фузелла (итал. Gaetano Fusella; 16 апреля 1876, Неаполь — 28 августа 1973, Неаполь) — итальянский скрипач, композитор и музыкальный педагог.
В 1886—1894 гг. учился в неаполитанской Консерватории Сан-Пьетро-а-Майелла в классе скрипки Эвзебио Дворжака. Одновременно изучал композицию, в 1892 г. в Неаполе частным образом была представлена оперетта Фузеллы «Месть дьявола» (итал. La vendetta del diavolo).
Сразу же по окончании консерватории начал вести активную гастрольную деятельность как солист и первая скрипка в квартетных составах, уже в 1890-е гг. побывав с концертами в Германии, Дании, Швеции, Швейцарии, а также в странах Азии вплоть до Индии. В 1900 г. был концертмейстером оперного театра в Каире. Затем на некоторое время обосновался в Швеции, открыв частную музыкальную школу. В 1906 г. вернулся в Неаполь и выиграл конкурс на замещение места руководителя кафедры скрипки и альта в Консерватории Сан-Пьетро-а-Майелла (представив в комиссию, среди прочего, монографию, посвящённую педагогическим методам Отакара Шевчика). После этого заметно ограничил концертную активность, хотя и продолжал возглавлять струнный квартет (вторая скрипка Иньяцио Паскарелла). Преподавал до 1941 года (среди его учеников, в частности, Дзаккариа Аутуори и Гвидо Санторсола), выпустил учебник «Скрипичная техника» (итал. La tecnica del violino; 1919). В дальнейшем вёл преимущественно приватный образ жизни с редкими выступлениями, в последний раз выступил публично в 1970 году в возрасте 94 лет.
Фузелла — автор ряда произведений для скрипки и фортепиано (из которых самые ранние датированы 1895 годом, последние — 1970-м). Под его редакцией выходили скрипичные концерты Джованни Баттиста Виотти.